# حسن يوسف (لاعب كرة قدم)
حسن يوسف (07 سبتمبر 1992 بمصر - ) هو لاعب كرة قدم مصري في مركز الوسط. لعب مع نادي الزمالك ونادي طلائع الجيش.

## وصلات خارجية
- حسن يوسف على موقع قاعدة بيانات كرة القدم.إي يو (الإنجليزية)